# زمین‌لغزش اوت ۲۰۱۷ در سیچوآن
زمین‌لغزش اوت ۲۰۱۷ در سیچوآن در اواخر روز سه‌شنبه ۸ اوت در بخش کوهستانی سیچوان در جنوب غربی چین در عمق ۱۰ کیلومتری یک منطقه کم جمعیت ۲۰۰ کیلومتری شمال غربی شهر گوان یوان بوقوع پیوست. این حادثه ۲۴ کشته و ۴۹۳ زخمی که ۴۵ نفر در وضعیت وخیم بسر می‌برند بر جای گذاشت.

## تلفات و خسارات
این حادثه ۴۹۳ زخمی و ۲۴ کشته بر جای گذاشته‌است. دولت سیچوان اعلام کرد ۱۰۰ گردشگر در اثر زلزله سه شنبه به دام افتاده‌اند. طبق گزارش خبرگزاری رسمی چین، شش گردشگر در میان کشته شدگان بودند.
بر اساس برآوردهای اولیه فاجعه، بیش از ۱۳۰٬۰۰۰ خانه آسیب دیده‌اند.
خطوط ارتباطی و الکتریسیته منطقه مختل شده‌است.

## اقدامات
به نقل از دولت استانی گزارش شده‌است که ۳۱٬۵۰۰ گردشگر از منطقه زلزله تخلیه شده‌است.

## موضع گیری‌ها
رئیس‌جمهور چین خواستار «تلاش همه‌جانبه برای سازمان دادن فوری کمک‌های امدادی برای نجات زخمی‌ها» شد.

## پیشینه
در فصول باران‌خیز رانش زمین از سوانح معمول در مناطق کوهستانی چین به‌شمار می‌آید.
در ۲۵ ژوئن ۲۰۱۷ در همین استان سیچوآن زمین زلزله‌ای رخ داد که باعث مفقود شدن ۱۲۰ نفر و کشته شدن ۱۵ شد.
در سال ۲۰۰۸ زمین‌لغزش در استان سیچوان ۸۷ هزار کشته به جای گذاشت.